# Kimoa

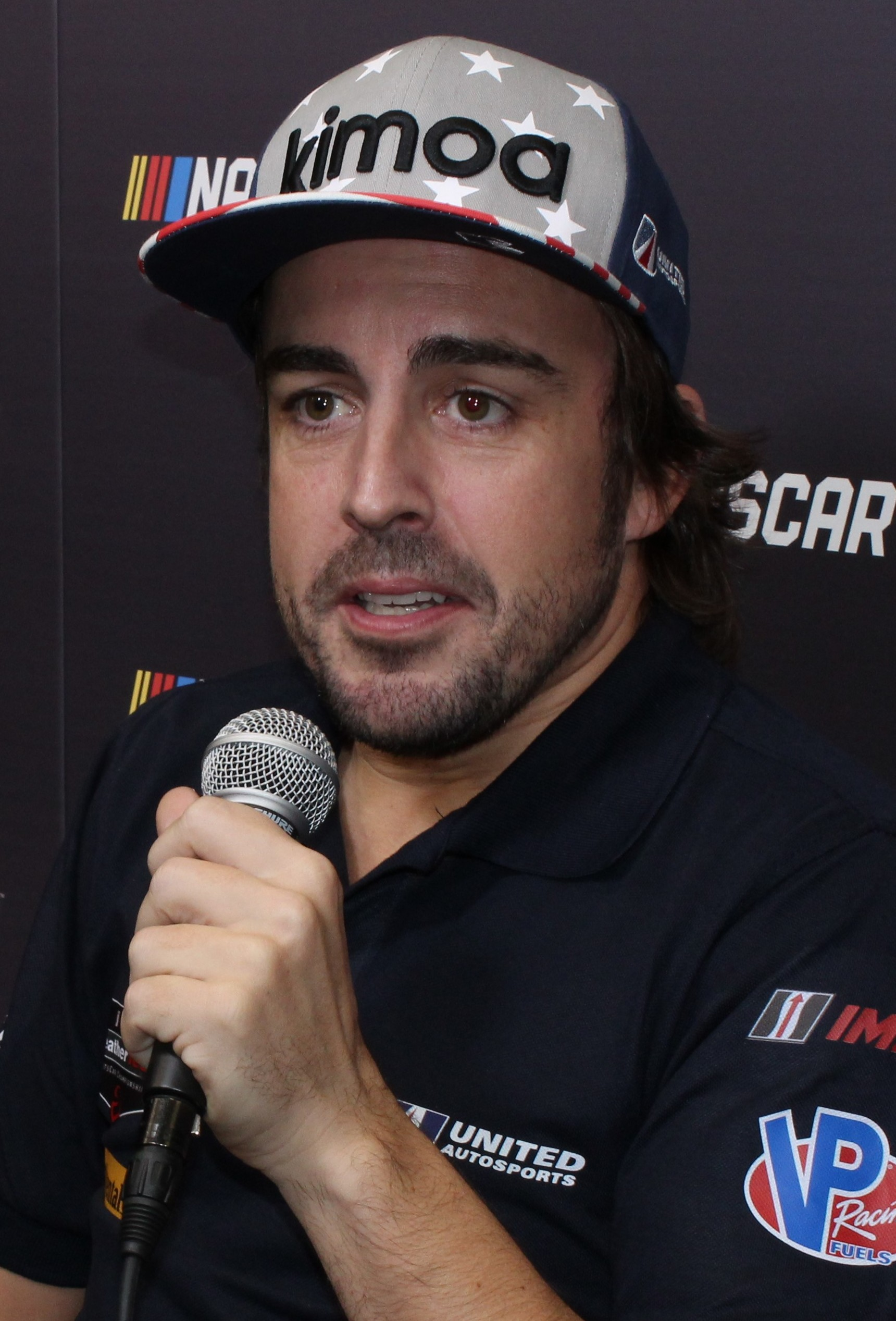
Fernando Alonso, fundador de Kimoa.

Kimoa es una marca de ropa y complementos española fundada por el piloto español de Fórmula 1 Fernando Alonso en Oviedo, España. Además de fundarla, también es su embajador actual. Los orígenes de la palabra Kimoa provienen del idioma hawaiiano y se relaciona a "sentarse y ver la puesta de sol juntos". Kimoa es una marca que emparejaría cada cual de los estilos de vida de sus cofundadores, porque les encanta California, la playa y el ocaso con amigos, según el propio Alonso. Con el tiempo la marca ha evolucionado para centrarse en el mundo del racing y los deportes de motor.
Kimoa se dirige a adultos jóvenes y de mediana edad, y presta servicios en 150 países de todo el mundo a través de su tienda electrónica, con al menos una tienda física ubicada en España. La marca ofrece productos que incluyen camisetas, jerseys, gafas de sol y gorras.

## Promoción

### Patrocinio de McLaren
El 24 de noviembre de 2017 se anunció que Kimoa se convertiría en patrocinador oficial de la escudería McLaren en Fórmula 1 para 2018. Su logotipo se pudo ver en el monoplaza MCL33, junto a los monos y cascos de los pilotos. También lo llevó Alonso en su gorra. En 2019 dejó de ser su patrocinador tras la marcha de Fernando de la competición.
El logo también se vio en el casco del piloto español en las 500 Millas de Indianápolis de 2017 y las 24 Horas de Daytona de 2018, así como en su gorra durante la participación en el Rally Dakar de 2020.

### Renault en 2020
El 4 de septiembre de 2020 la compañía anunció una gorra edición especial con los colores y logotipo de Renault en Fórmula 1 de cara a la Temporada 2021 de Fórmula 1, en celebración de que el piloto asturiano regresará a la competición ese año.

### Colaboración con Aston Martin
Con la incorporación de Fernando Alonso a Aston Martin F1 Team en 2023 lanzaron nuevas colecciones de ropa para las temporadas de 2023  y 2024  incorporando los colores del equipo británico y la figura de Fernando Alonso. Posteriormente llegaron a un acuerdo con El Corte Inglés para vender la colección en tiendas seleccionadas.